# Condado del Arco
El condado del Arco es un título nobiliario español,  creado por el rey Felipe IV de España el 9 de agosto de 1629 a favor de Alonso Mesía de Loaysa, caballero de la Orden de Alcántara y alcaide del Soto de Roma, en el municipio de Fuente Vaqueros, en la provincia de Granada.

## Condes del Arco
- Alonso Mesía de Loaysa, también llamado Alonso Jofre de Loaysa Mesía y Pérez de Herrasti (m. antes de 1622),[2] I conde del Arco,[1] señor de Villanueva Mesía en Granada, y de la Higueruela, alcaide del Real Soto en Roma, caballero de la Orden de Alcántara.[3]

Se casó con María Elvira Carrillo y Muñiz de Godoy, hija de Fernando Carrillo Muñiz de Godoy y Valenzuela. Le sucedió su hermano:
- Tomás Manuel Jofre de Loaysa y Mesía, II conde del Arco, señor de Villanueva Mesía, la Higueruela y Balazote y Alcayde del Soto de Roma.[5]

Se casó con Juana Chumacero y Carrillo, II condesa de Guaro, hija de Juan Chumacero Carrillo y Sotomayor, I conde de Guaro, y de su esposa Francisca de Salcedo y Calderón. Le sucedió su única hija:
- María Elvira Jofre de Loaysa Chumacero y Carrillo (baut. Granada, 27 de diciembre de 1653), III condesa del Arco,[5] III condesa de Guaro, III marquesa de Villafiel, III vizcondesa de Alba de Tajo señora de Villanueva Mesía y de La Higueruela.[6]

Se casó por poderes en Granada el 11 de junio de 1676, siendo su tercera esposa, con Félix Nieto de Silva (baut. Ciudad Rodrigo, 19 de julio de 1635-Orán, 11 de febrero de 1691), I marqués de Tenebrón, maestre de Campo, gobernador de Cádiz, miembro del Consejo de S.M. caballero de la Orden de Alcántara, gobernador de las Islas Canarias, hijo de Félix Nieto de Silva y de su segunda esposa, Isabel de Sáa. Le sucedió su hijo:
- Francisco Nieto de Silva y Loaysa (n. 1684), IV conde del Arco[8]

- María Isabel Nieto de Silva y Loaysa, V condesa del Arco[9][10]

Se casó en primeras nupcias con Tomás Pacheco Téllez-Girón y Mendoza, sin descendencia. Se casó en segundas con José de Luján Robles Guzmán Silva Toledo y Vicentelo, II conde de Castroponce. Contrajo un tercer matrimonio el 15 de agosto de 1709 en Madrid con Fernando Mariño de Lobera y Quirós, II marqués de la Sierra. Le sucedió su hijo de su segundo matrimonio:
- Joaquín José de Luján y Nieto de Silva, VI conde del Arco,[11] III conde de Castroponce, VI conde de Guaro, V marqués de Villafiel, VIII señor de Villanueva de Messía, señor de Aldea de Alva de Balazote y de la Higueruela.[12]

Se casó en primeras nupcias con Isabel Sarmiento de los Cobos y Bolaños, sin descendencia, y en segundas con Mariana Belvís de Moncada e Ibáñez de Segovia Mendoza. De su segundo matrimonio tuvo una hija, María de Luján y Belvís de Moncada que fue la IV condesa de Castroponce, casada con Manuel Miguel Osorio Spínola, XV marqués de Alcañices, sin descendencia.  Le sucedió:
- VII conde/condesa del Arco

- María del Rosario Mariño de Lobera y Pardo de Figueroa (n. Pontevedra, 14 de noviembre de 1734),[10] VIII condesa del Arco, VIII condesa de Guaro, etc.

Se casó el 5 de diciembre de 1751 con Antonio Patiño y Castro, hijo de Lucas Fernando Patiño Attendolo Bolognini, II marqués de Castelar, y de su esposa, María Josefa de Castro Rodríguez de Ledesma. Le sucedió su hijo:
- Ramón Fernando Patiño y Mariño de Lobera (Zaragoza, 25 de junio de 1753-Málaga, 9 de enero de 1817),[10] IX conde del Arco,[15] III marqués de Castelar grande de España (G.E.), en sucesión de su abuelo,[14] V marqués de la Sierra, IX conde de Guaro, VIII marqués de Villafiel, XI señor de Villanueva de Messía[15] y gran Cruz de Carlos III en 1794.[16][14]

Se casó en Madrid el 20 de marzo de 1774 con Teresa Osorio y Spínola de la Cueva. Le sucedió su hijo:
- Ramón Rufino Patiño Pérez de Osorio (Madrid, 16 de noviembre de 1776-7 de octubre de 1833), X conde del Arco,[17] IV marqués de Castelar G.E.,[14] VI marqués de la Sierra, X conde de Guaro, IX marqués de Villafiel, etc.[17]

Se casó en Madrid el 5 de enero de 1799 con María de los Dolores Ramírez de Arellano y Olivares, III marquesa de Villacastel de Carriás y dama de honor y de la Orden de María Luisa.  Le sucedió su hijo:
- Luis Patiño y Ramírez de Arellano (Madrid, 19 de agosto de 1802-Madrid, 10 de marzo de 1848), XI conde del Arco,[17] V marqués de Castelar G.E.,[14] VII marqués de la Sierra, XI conde de Guaro, X marqués de Villafiel, XIII y último señor de Villanueva de Messía.[17]

Se casó con su tía, María del Patrocinio Osorio y Zayas.
- Francisco de Borja Patiño y Arróspide (28 de noviembre de 1934-Segovia, 10 de junio de 2005),  XII conde del Arco, título rehabilitado en 1983.[18][19] Era hijo de Francisco Patiño y Fernández-Durán, XIV conde de Guaro, y de su esposa María de los Dolores Arróspide y Arróspide, XVII vizcondesa de Perellós.

Se casó en la catedral de Toledo el 30 de junio de 1959 con María Macarena Mitjans y Verea, XVI condesa de Baños, grande de España, y XXII condesa de Teba, hija de Carlos Alfonso Mitjans y Fitz-James Stuart, XV conde de Baños, XXI conde de Teba y XXI marqués de Ardales, y de su esposa Elena Verea y Corchera. Le sucedió su hijo:
- Jaime Patiño y Mitjans (n. 1960), XIII conde del Arco,[18][22] por Orden de 5 de octubre de 2005 que fue revocada el 20 de diciembre de 2012 y Real Carta de Sucesión expedida a favor de su prima:[23]

Casado con Eugenia de Soto y Fitz-James Stuart.
- Magdalena Patiño y Muguiro (n. Madrid, 28 de junio de 1958[18]), XIV condesa del Arco,[23] y XII marquesa de la Sierra,[18] hija de Luis Patiño y Covarrubias, XV conde de Guaro,[18] VIII marqués del Castelar,[14] XI marqués de la Sierra,[18] XII marqués de Villafiel,[18] y de su esposa María del Pino Muguiro y Liniers.[18][24]

Se casó en Porteros, Salamanca el 28 de agosto de 1984 con Francisco Javier de Mendizábal y Castellanos. Le sucedió, por distribución, su hija:
- Alicia de Mendizábal y Patiño, XV condesa del Arco[25]